# Albert Josef z Hodic
Albert Josef, říšský hrabě z Hodic a Wolframic (německy Albert Joseph Reichsgraf von Hoditz und Wolframitz) (16. května 1706 Slezské Rudoltice – 18. března 1778 Postupim) byl jednou nejvýznamnějších osobností slezské šlechty 18. století.

## Původ
Jeho rodiči byli hrabě Karel Josef z Hodic a Wolframic (1673–1741) a jeho manželka Eleonora Barbara von Paczensky a Tenczin (1676–1725). Jeho bratr Isidor se stal pruským plukovníkem, další dva bratři se stali duchovními.

## Životopis
Albert Josef z Hodic se narodil Slezských Rudolticích (dříve Roßwald) v blízkosti Osoblahy. První vzdělání nabyl díky domácímu učiteli, poté studoval Josefínskou rytířskou akademii v Lehnici. Zapsal se na univerzitu v Norimberku. Absolvoval cesty po Německu, Švýcarsku, Francii, Anglii i Španělsku a Itálii, která díky svým památkám v něm vyvolala velký obdiv. Byl komoří na dvoře císaře Karla VI. Mluvil několika jazyky.
V roce 1734 se oženil s Sophií von Sachsen-Weißenfels, vdovou po markraběti Georgu Wilhelmovi z Ansbachu-Bayreuthu, která měla v době svatby již 50 let a jemu bylo 28 let. Svatba byla tajná z důvodu, že ženich byl katolík a nevěsta protestantka. Manželství bylo bezdětné a manželka zemřela v 68 letech.
Albert Hodic získával kontakty po celé Evropě, měl „fantastický smysl pro umění“ a mezi své přátele počítal mimo jiné vládce osvícenského absolutismu pruského krále Bedřicha II. Velikého.
Albert Hodic byl členem zednářské lóže Aux trois squelettes ve Vratislavi. Její velmistr, pozdější vratislavský biskup Filip Gotthard Schaffgotsch, pověřil Hodice založením zednářské lóže ve Vídni.

## Panství Slezské Rudoltice

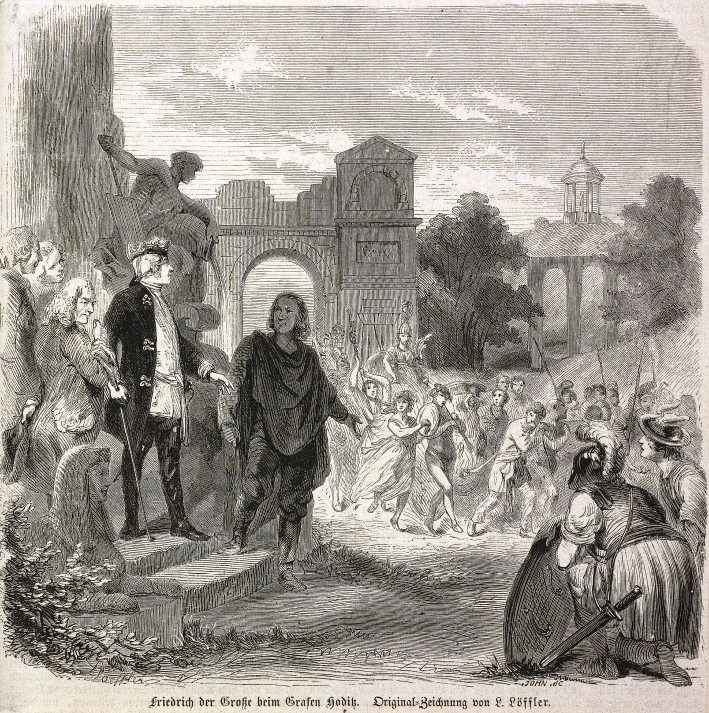
Fridrich II. Veliký s hrabětem Hodicem. Kresba Ludwiga Löfflera

Po otcově smrti v roce 1741 se stal dědicem panství Slezské Rudoltice, Dolní Povelice a Fulštejn. Ve Slezských Rudolticích žil Albert Hodic z výnosů svého panství. V důsledku toho se věnoval zejména rozšiřování tohoto panství. Největší část zámeckého parku zabírala Arkadie, idylická pastýřská krajina, která měla připomínat Ovidiova díla. Pásla se tam stáda ušlechtilých ovcí, krav a koz. Pastvinou protékal potůček. Pokud byla na zámku návštěva, Hodic do Arkadie vyslal poddané převlečené za ovčáky a pasačky. Mezi lety 1757 až 1761 se zde pravidelně hrály divadelní hry, které pomáhal realizovat dvorní vídeňský herec Johann Heinrich Müller. k zámku patřila rozsáhlá knihovna s knihami v několika jazyky, která byla v důsledku pozdějších dluhů rozprodána. Zámek navštívily významné osobnosti osvícenství z řad evropské šlechty nebo také francouzský filozof Voltaire, k pravidelným návštěvníkům patřili krom pruského krále Fridricha II. Velikého např. hudebníci Karl Ditters von Dittersdorf či Heinrich Klein. Jeho marnotratnost ho přivedla do obrovských dluhů a dožil v Postupimi díky pomoci pruského krále. Jeho parky a ostatní části zámku po jeho smrti byly z velké části zničeny, případně ztraceny.